# .ua
.ua e интернет домейн от първо ниво за Украйна. Администрира се от Hostmaster Ltd. Представен е на 1 декември 1992 година.

## Домейни от второ ниво
- com.ua – комерсиални организации
- edu.ua – образователни организации
- gov.ua – правителствени организации
- net.ua- доставчици на интернет
- org.ua – други организации (некомерсиални)

## Домейни от второ ниво доставяни от ServiceOnline
- co.ua – комерсиални организации
- biz.ua – бизнес организации
- in.ua – домейни на индивиди
- me.ua – лични домейни
- pp.ua – домейни за хора или частни лица

## Георграфски (местни) домейни
- cherkassy.ua (ck.ua) – Черкаска област
- chernigov.ua (cn.ua) – Черниговска област
- chernovtsy.ua (cv.ua) – Черновицка област
- crimea.ua – Крим
- dnepropetrovsk.ua (dp.ua) – Днепропетровска област
- donetsk.ua (dn.ua) – Донецка област
- ivano-frankivsk.ua (if.ua) – Ивано-Франковска област
- kharkov.ua (kh.ua) – Харковска област
- kherson.ua (ks.ua) – Херсонска област
- khmelnitskiy.ua (km.ua) – Хмелницка област
- kiev.ua (kv.ua) – Киев
- kirovograd.ua (kr.ua) – Кировоградска област
- lugansk.ua (lg.ua) – Луганска област
- lutsk.ua – Луцк
- lviv.ua – Лвовска област
- nikolaev.ua (mk.ua) – Николаевска област
- odessa.ua (od.ua) – Одеска област
- poltava.ua (pl.ua) – Полтавска област
- rovno.ua – Ровненска област
- rv.ua
- sebastopol.ua – Севастопол
- sumy.ua – Сумска област
- ternopil.ua (te.ua) – Тернополска област
- uzhgorod.ua – Ужгород
- vinnytsia.ua, vinnica.ua (vn.ua) – Виницка област
- zaporizhzhe.ua (zp.ua) – Запорожка област
- zhitomir.ua (zt.ua) – Житомирска област